# Barry Horne (piłkarz)
Barry Horne (ur. 18 maja 1962 w St Asaph) – piłkarz walijski grający na pozycji pomocnika. W swojej karierze rozegrał 59 meczów w reprezentacji Walii i strzelił 2 gole.

## Kariera klubowa
Swoją karierę piłkarską Horne rozpoczynał w juniorach takich klubów jak: Flint Town United, Rhyl, Liverpool i Hawarden Rangers. W 1984 roku przeszedł do Wrexham i w sezonie 1984/1985 zadebiutował w nim w Division Four. Grał w nim do końca sezonu 1986/1987. Latem 1987 przeszedł do Portsmouth. W sezonie 1987/1988 spadł z nim z Division One do Division Two.
W 1989 roku Horne przeszedł do Southamptonu. Swój debiut w nowym zespole zanotował 25 marca 1989 w przegranym 1:3 domowym meczu z Arsenalem. W Southamptonie występował przez cztery sezony.
W 1992 roku Horne został zawodnikiem Evertonu. 15 sierpnia 1992 zadebiutował w nowo powstałej Premier League 15 sierpnia 1992 w zremisowanym 1:1 domowym meczu z Sheffield Wednesday. Wiosną 1995 roku wystąpił w zwycięskim 1:0 finale Pucharu Anglii z Manchesterem United. Z kolei latem tamtego roku zdobył z Evertonem Tarczę Dobroczynności.
W sezonie 1996/1997 Horne grał w Birmingham City. Od lata 1997 do 2000 roku występował w Huddersfield Town. W swojej karierze grał również w: Sheffield Wednesday, Kidderminster Harriers, Walsall i Belper Town. W 2002 roku zakończył karierę
| Sezon   | Klub                   | Kraj   | Rozgrywki      | Mecze | Bramki |
| ------- | ---------------------- | ------ | -------------- | ----- | ------ |
| 1984/85 | Wrexham                | Anglia | Division Four  | 44    | 6      |
| 1985/86 | Wrexham                | Anglia | Division Four  | 46    | 3      |
| 1986/87 | Wrexham                | Anglia | Division Four  | 46    | 8      |
| 1987/88 | Portsmouth             | Anglia | Division One   | 39    | 3      |
| 1988/89 | Portsmouth             | Anglia | Division Two   | 31    | 4      |
| 1988/89 | Southampton            | Anglia | Division One   | 11    | 0      |
| 1989/90 | Southampton            | Anglia | Division One   | 29    | 4      |
| 1990/91 | Southampton            | Anglia | Division One   | 38    | 1      |
| 1991/92 | Southampton            | Anglia | Division One   | 34    | 1      |
| 1992/93 | Everton                | Anglia | Premier League | 20    | 3      |
| 1993/94 | Everton                | Anglia | Premier League | 32    | 1      |
| 1994/95 | Everton                | Anglia | Premier League | 31    | 0      |
| 1995/96 | Everton                | Anglia | Premier League | 26    | 1      |
| 1996/97 | Birmingham City        | Anglia | Division One   | 33    | 0      |
| 1997/98 | Huddersfield Town      | Anglia | Division One   | 30    | 0      |
| 1998/99 | Huddersfield Town      | Anglia | Division One   | 20    | 1      |
| 1999/00 | Huddersfield Town      | Anglia | Division One   | 14    | 0      |
| 1999/00 | Sheffield Wednesday    | Anglia | Division One   | 7     | 0      |
| 2000/01 | Kidderminster Harriers | Anglia | Division Three | 27    | 1      |
| 2000/01 | Walsall                | Anglia | Division Two   | 3     | 0      |

## Kariera reprezentacyjna
W reprezentacji Walii Horne zadebiutował 9 września 1987 w wygranym 1:0 meczu eliminacji do Euro 88 z Danią, rozegranym w Cardiff. W swojej karierze grał też w: eliminacjach do MŚ 1990, Euro 92, MŚ 1994, Euro 96 i MŚ 1998. Od 1987 do 1997 roku rozegrał w kadrze narodowej 59 meczów i strzelił w nich 2 gole.